# Dixanadu
Dixanadu es el tercer álbum de la banda japonesa Moi dix Mois, lanzado el 28 de marzo de 2007. En agosto del mismo año se lanzó una edición limitada que incluía las pistas instrumentales de todas las canciones del álbum. Alcanzó el número # 158 en el Oricon Style Albums Weekly Chart y se mantuvo en las listas durante dos semanas.

## Lista de canciones
Todas las canciones escritas y compuestas por Mana. 
| N.º   | Título                       | Duración |  |
| 1.    | «dispell bound»              | 3:05     |  |
| 2.    | «Angelica»                   | 5:01     |  |
| 3.    | «Metaphysical»               | 3:42     |  |
| 4.    | «exclude»                    | 3:41     |  |
| 5.    | «Last Temptation»            | 4:18     |  |
| 6.    | «Immortal Madness»           | 1:22     |  |
| 7.    | «neo pessimist»              | 3:49     |  |
| 8.    | «Xanadu»                     | 4:44     |  |
| 9.    | «A Lapis Night's Dream (SE)» | 0:28     |  |
| 10.   | «Lamentful Miss»             | 3:49     |  |
| 11.   | «Lilac of Damnation»         | 4:09     |  |
| 12.   | «sacred lake (SE)»           | 1:38     |  |
| 40:12 |                              |          |  |